# سن ویسنته د لا بارکرا
سن ویسنته د لا بارکرا (به اسپانیایی: San Vicente de la Barquera) یک منطقهٔ مسکونی در اسپانیا است که در استان کانتابریا واقع شده‌است. سن ویسنته د لا بارکرا ۴۱٫۵ کیلومتر مربع مساحت و ۴٬۵۴۶ نفر جمعیت دارد و ۱۵ متر بالاتر از سطح دریا واقع شده‌است.

## خواهرخوانده
شهر Pornichet خواهرخواندهٔ سن ویسنته د لا بارکرا هست.